# Little Cottonwood Creek Valley
Little Cottonwood Creek Valley es un lugar designado por el censo ubicado en el condado de Utah en el estado estadounidense de Utah. En el año 2000 tenía una población de 7.221 habitantes. 

## Geografía
Little Cottonwood Creek Valley se encuentra ubicado en las coordenadas 40°36′5″N 111°49′30″O / 40.60139, -111.82500. Según la Oficina del Censo, la localidad tiene un área total de 6,7 km² (2,6 mi²), de la cual toda es agua.

## Demografía
Según la Oficina del Censo en 2000, había 7.221 personas residentes en el lugar, 95,9% de los cuales eran personas de raza blanca. Los ingresos medios por hogar en la localidad eran de $77,652, y los ingresos medios por familia eran $95,150. Los hombres tenían unos ingresos medios de $60,521 frente a los $29,594 para las mujeres. La renta per cápita para la localidad era de $37,669. Alrededor del 2,0% de la población de Little Cottonwood Creek Valley estaba por debajo del umbral de pobreza.